# Przyroda Islandii
Islandia to państwo położone na wyspie pochodzenia wulkanicznego o tej samej nazwie. Powierzchnia Islandii wynosi 103 tys. km², a liczba ludności nie sięga 300 tysięcy. Najwyższy szczyt Islandii to Hvannadalshnukur (2119 m n.p.m.). 11% powierzchni wyspy zajmują lodowce, w tym Vatnajökull – największy lodowiec  (8400 km²). Islandię dzieli od brzegów Norwegii 950 km, a od brzegów Grenlandii tylko ok. 250. Jest w przeważającej części płaskowyżem.

## Geologia
Islandia jest wyspą zbudowaną z trzeciorzędowych i czwartorzędowych skał wulkanicznych. Starsze skały na Islandii nie występują, poza nielicznymi okruchami granitów przyniesionymi na krach ze Spitsbergenu. W północnej i zachodniej części Islandia zbudowana jest z tufu wulkanicznego i trachitów, w części wschodniej i południowej z bazaltów. Na północy i zachodzie linia brzegowa tworzy liczne i głębokie fiordy. Całe wnętrze wyspy ma charakter pustynny, który nadają mu rozległe połacie pokryte piaskami, lawą i polami lodowymi. Islandia jest jednym z najbardziej wulkanicznych krajów świata. Pola lawy zajmują przeszło 12 000 km².

### Trzeciorzęd
Początek trzeciorzędu był burzliwym okresem dziejów Islandii. Orogeneza alpejska wywołała zmiany tektoniczne w obrębie Atlantyku i pobudziła aktywność wulkaniczną tego obszaru. Wielokrotne wylewy wulkaniczne doprowadziły do utworzenia wielowarstwowego pomostu łączącego Europę z Ameryką. Pod koniec trzeciorzędu, gdy aktywność wulkanów osłabła, nastąpił okres stopniowego zagłębiania się pomostu i jego bardziej lub mniej gwałtownej erozji. Wówczas to pomost rozpadł się, pozostawiając po sobie ślady, takie jak Islandia.

### Czwartorzęd
W okresie czwartorzędu aktywność tektoniczna znów się nasiliła, a lawa ponownie wylała się na powierzchnię Islandii, przykrywając skały trzeciorzędowe. Aktywności wulkanicznej towarzyszyły trzęsienia ziemi.

## Otoczenie wyspy
Wyspę otaczają płytkie morza szelfowe, a cokół, na którym jest położona, łączy ją z Wielką Brytanią, Wyspami Owczymi i Grenlandią.

### Wyspy
- Islandia
- Vestmannaeyjar, w tym Heimaey
- Kolbeinsey
- Grímsey
- Flatey
- Flatey
- Surtsey
- Geirfugladrangur

### Zatoki
- Zatoka Faxa

### Fiordy
- Patreksfjörður
- Húnaflói
- Skagarfjörður
- Eyjafjörður
- Skjálfandi
- Axafjörður
- Thistilfjörður
- Bakkaflói
- Vopnafjörður
- Herdasflói
- Hornafjörður
- Ingólfshöfði
- Breidhafjörður
- Arnafjörður
- Ísafjarðardúp

## Kraj ognia i lodu
Islandia zawdzięcza swą nazwę faktowi, że duża jej część pokryta jest wiecznym lodem, który od razu rzucił się w oczy odkrywcom wyspy. Islandia to również wyspa ognia, której olbrzymie połacie pokryte są utworami wulkanicznymi, o różnym wieku, czasem zupełnie współczesnymi.

### Wulkany na Islandii
Położona na "gorącym punkcie" Grzbietu Śródatlantyckiego ma wiele (ok. 130) również czynnych wulkanów (przez ponad tysiąc lat, od kiedy wyspa jest zasiedlona przez ludzi, zanotowano aktywność osiemnastu). Największy z nich to Askja. Jego wybuch w 1875 spowodował deszcz popiołu w Sztokholmie. W 1783 roku wulkan Laki, wyrzucił pokrył lawą przeszło 500 km². Najaktywniejszym islandzkim wulkanem jest Hekla (1447 m n.p.m.), najwyższym Hvannadalshnukur (2119 m n.p.m.). Wskutek wybuchu Laki w 1783 roku zginęła olbrzymia liczba zwierząt hodowlanych, co spowodowało klęskę głodu, ta zaś pociągnęła za sobą śmierć 9500 osób (20% ówczesnej ludności wyspy). Trzęsienia ziemi są częste i nieraz w skutkach bardzo groźne, podobnie jak wybuchy wulkanów. Bardzo liczne i związane z wulkanami są gorące źródła, często wykorzystywane do celów gospodarczych (wody geotermalne). Jednym z nich jest Wielki Gejzer.

## Klimat

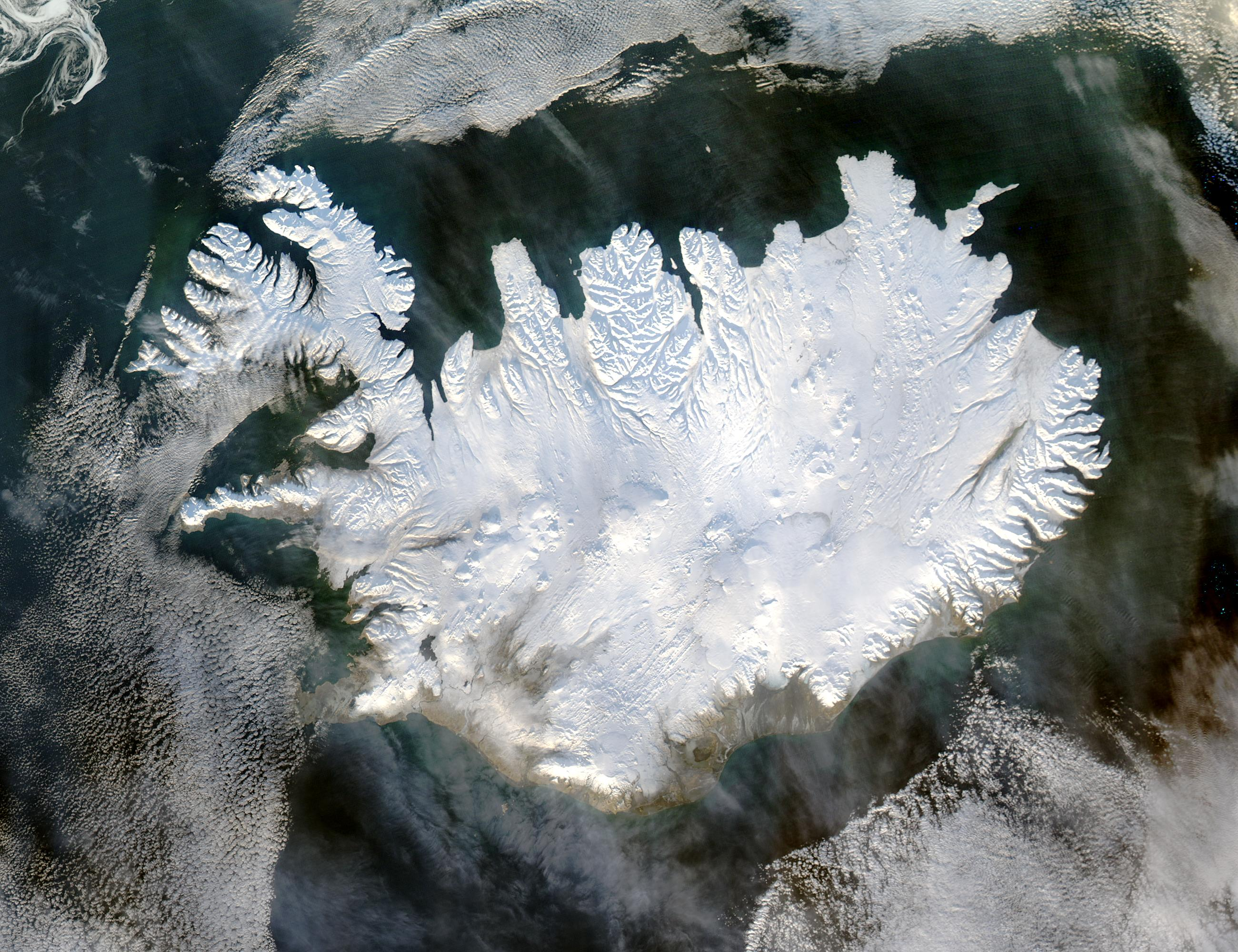
Islandia zimą – zdjęcie satelitarne

Na wyspie panuje klimat morski z dużą ilością opadów, który ongiś sprzyjał gromadzeniu się lodu, tym bardziej, że wpływy Golfsztromu były nieznaczne, zwłaszcza w epoce lodowej. Obecnie klimat jest stosunkowo ciepły, zwłaszcza na wybrzeżu południowym i zachodnim, gdzie np. Vestmannaeyjar ma przeciętną stycznia +1 °C. Golfsztrom, ciepły prąd zatokowy, opływa Islandię zgodnie z ruchem wskazówek zegara, przynosząc masy ciepłego powietrza. Ten dobroczynny wpływ niszczy zimny prąd z północy. Północne krańce Islandii dotykają koła podbiegunowego, a od Grenlandii dzieli ją niespełna 200 km. Zimą można obserwować zorze polarne. Lato charakteryzuje się długim dniem, dodatkowo rozjaśnianym światłem słońca odbitego od wiecznych śniegów.

## Flora Islandii
Flora Islandii jest uboga i choć to wyspa, nie obfituje w gatunki endemiczne. Z 344 gatunków naturalnie występujących tam roślin, 339 spotyka się w innych krajach Skandynawii, zwłaszcza w Norwegii. Jedna z najpiękniejszych "oaz" roślinnych Islandii znajduje się na północ od jeziora Hvitarvatn, u podnóża lodowca Langjökull, na wysokości ok. 450 m n.p.m., i otoczona jest żwirowymi półpustyniami.

### Islandzkie półpustynie

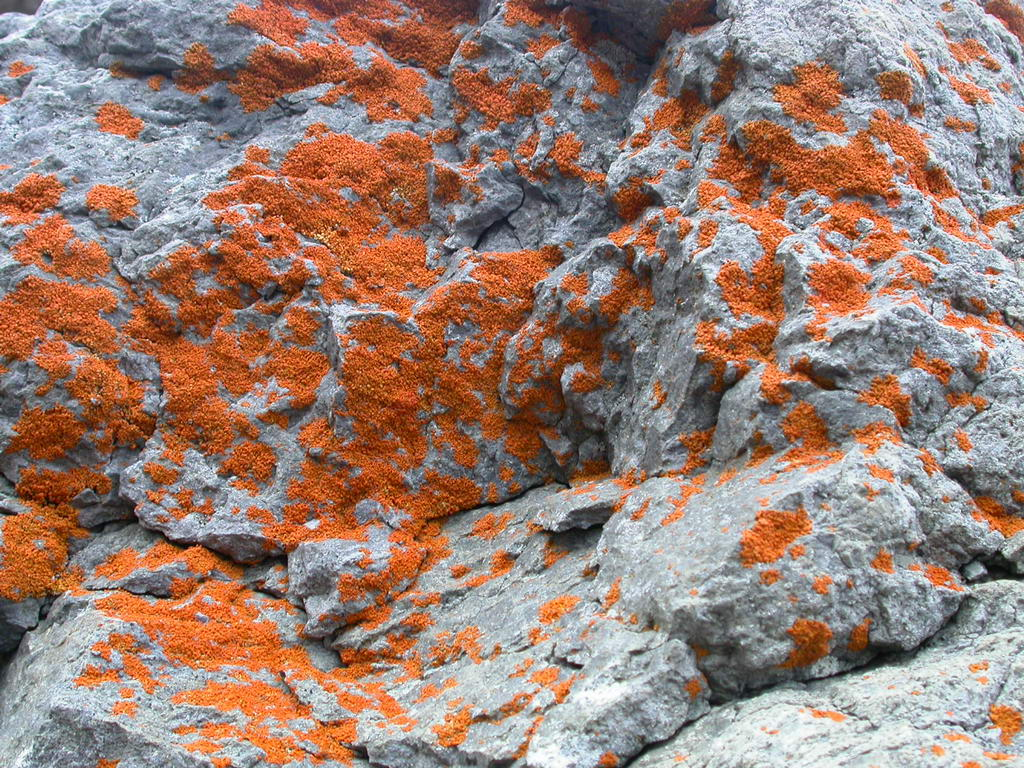
Porosty naskalne

Przedpola lodowców islandzkich to prawie pozbawione życia organicznego piaskowo-żwirowe moreny, pustynie powstałe w miejscach, które opuścił lodowiec. W dolinach wyżłobionych przez spływające wody z lodowca gdzieniegdzie spotkać można zagłębienia z wodą stojącą, w której zaczynają się rozwijać glony – jeden z pierwszych etapów sukcesji. W odległości kilkuset metrów od czoła lodowca, a także na zboczach moren, rośnie roślinność pionierska: porosty naskalne, mchy, szczawiór, rogownice i wełnianka.

### Roślinność drzewiasta
Roślinność drzewiasta Islandii jest uboga, tworzą ją głównie zarośla brzozy omszonej (Betula pubescens), jarzębiny (Sorbus aucuparia), wierzby (formy krzaczaste), jałowca. Prawdziwe lasy tworzy tylko brzoza, ewentualnie z domieszką jarzębiny i wierzby. Lasy islandzkie charakteryzują się bogatym runem i stosunkowo urozmaiconą fauną. Największe lasy brzozowe spotyka się na wybrzeżu, w okolicach Akureyri.

### Roślinność łąkowa i tundrowa

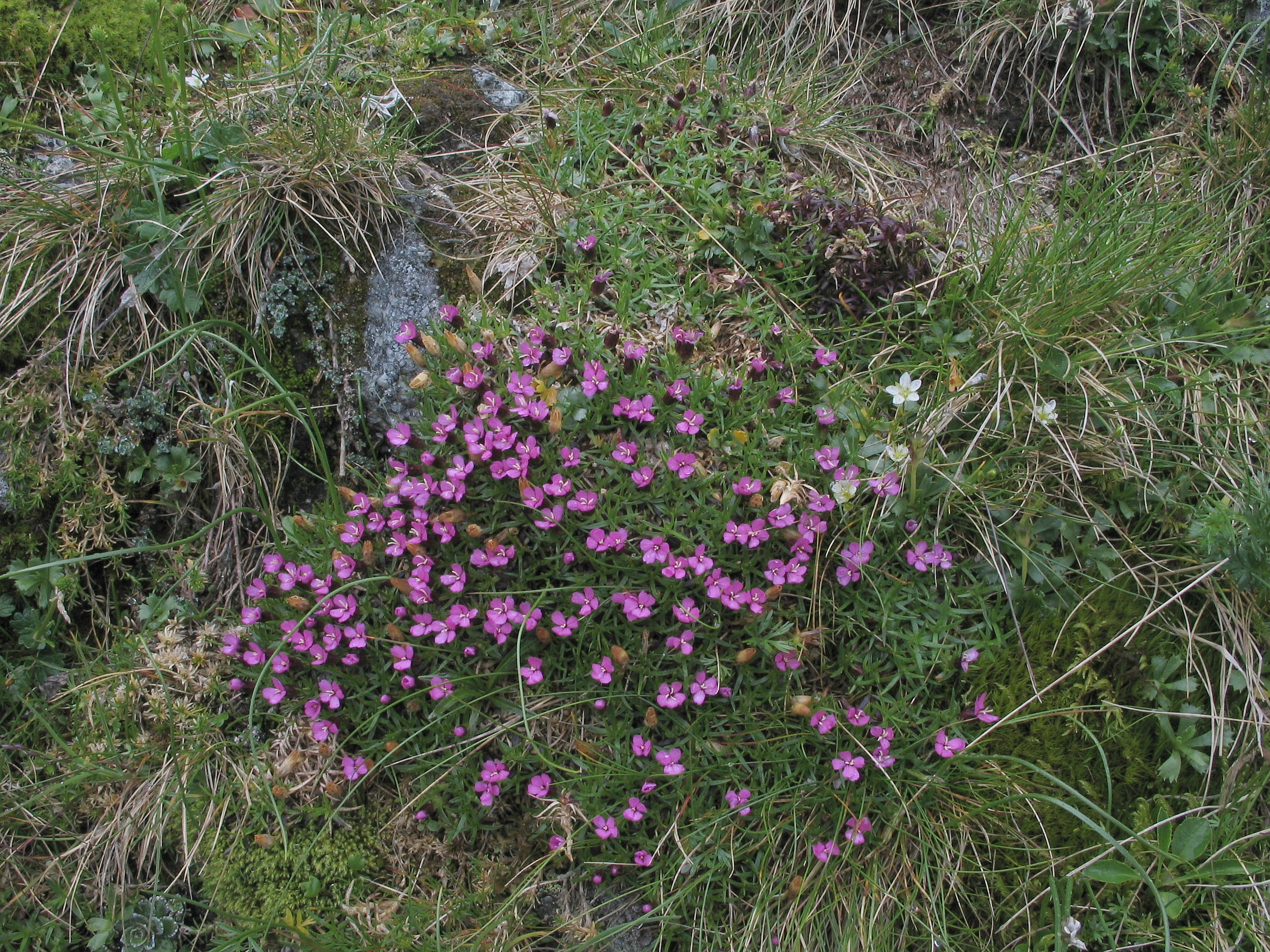
Lepnica bezłodygowa

Najczęstszymi formacjami roślinnymi Islandii są łąki i tundra. Wiele z gatunków występujących tam roślin naczyniowych spotyka się również w górach Europy środkowej, jak choćby dębik ośmiopłatkowy (Dryas octopetala), lepnica bezłodygowa (Silene acaulis), arcydzięgiel litwor (Archangelica officinalis), róża alpejska (Rosa spinosissima). Do pospolitych roślin islandzkich należą: wrzos, czarna jagoda, żurawina, borówka brusznica, krzaczaste gatunki wierzby i brzozy.

## Fauna Islandii

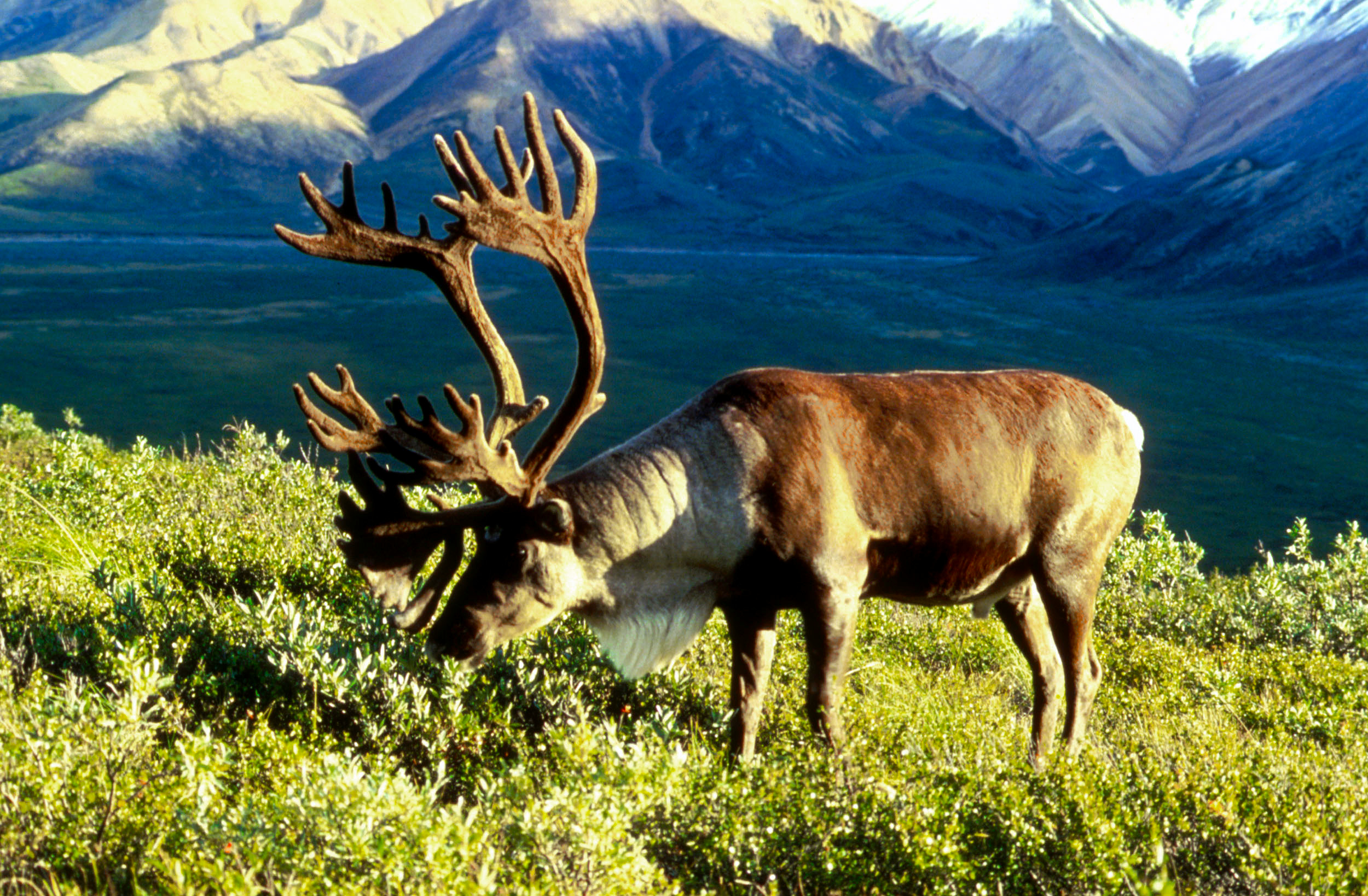
Renifer

Fauna Islandii należy do krainy subarktycznej królestwa palearktycznego.
Fauna lądowa Islandii jest jeszcze uboższa niż świat roślinny tej wyspy. W stanie dzikim żyją na niej – nie licząc zwierząt zawleczonych lub umyślnie sprowadzonych przez człowieka (między innymi gryzonie – myszy i szczury) – tylko 2 gatunki ssaków: niedźwiedź polarny (zimą, gdy dzięki krom dociera do wyspy) oraz lis polarny. W 1770 roku sprowadzono na wyspę renifery, które jednak okazały się trudne w hodowli i zdziczały. Dawniej na Islandii żyły żaby, które wyginęły jednak w pierwszej połowie XIX wieku. Z bezkręgowców należy wymienić ślimaki (błotniarki, zatoczek), a także różne owady (w tym komary) i pająki. Najbardziej urozmaiconą grupę stanowią na wyspie ptaki, występujące tu w liczbie ok. 100 gatunków. Około 50% gatunków stanowią ptaki wodne: mewy, alki, nury i inne, gnieżdżące się na ptasich skałach na południu wyspy. Mieszkańcy udomowili też kaczki edredony, które dostarczają puchu i mięsa.

## Zmiany naturalne i antropopresja

### Trzeciorzęd
W trzeciorzędzie Islandię porastały bujne lasy liściaste z jesionem, dębem, lipą, bukiem i in. Ich zwęglone szczątki tworzą obecnie pokłady węgla brunatnego o niewielkiej jednak miąższości.

### Czwartorzęd
W czwartorzędzie powstały na Islandii, w zagłębieniach ukształtowanych przez wody topniejących lodowców, liczne pokłady torfu, których miąższość nie przekracza jednak 3-4 metrów.

### Czasy historyczne
W 872 roku na Islandię przybyło ok. 900 rodów norweskich i od tego czasu można mówić o wpływie człowieka na przyrodę Islandii. Miejsce lądowania wybierano wyrzucając do wody zabrane sprzed norweskich domostw pale z wizerunkami bogów; poszczególne rody osiedlały się w miejscu, w którym wyrzuciła je woda. Zupełnie pusta wyspa dawała znakomite możliwości dla osiedleńców. Każdy kmieć wyznaczał powierzchnię swego majątku wędrując z zapaloną pochodnią, dopóki nie zgasła. Pierwotnie porastały Islandię bujne lasy brzozowe, o czym świadczą stare kroniki z XI i XIV wieku. Wycinka drzew na opał i budowę łodzi spowodowała wyniszczenie lasów i nieodwracalne zmiany w środowisku.